# Дрохмо
Дрохмо (англ. Drohmo) — группа вершин высотой 6881 метр над уровнем моря в Гималаях в Непале в Восточном регионе. Первое успешное восхождение на центральную вершину Дрохмо высотой 6855 метров было совершено 8 октября 1998 года британскими альпинистами Дагом Скоттом и Роджером Мэром. Однако на высочайшую точку массива по сей день не было зарегистрировано успешных восхождений.

## Физико-географическая характеристика
Дрохмо находится в Восточном регионе Непала в районе Тапледжунг в восточной части Гималаев. Массив Дрохмо состоит из нескольких вершин, высочайшая из которых имеет высоту 6881 метр. Также выделяют Дрохмо Центральную высотой 6855 метров и Дрохмо Восточную высотой 6695 метров.
Родительской вершиной по отношению к вершине Дрохмо является семитысячник Янак высотой 7090 метров, расположенный приблизительно в 5 километрах на север. Седловина между двумя вершинами расположена на высоте 5979 метров, таким образом, относительная высота вершины Дрохмо составляет 906 метра.

## История восхождений
Первая зарегистрированная попытка восхождения на вершину Дрохмо была предпринята в 1949 году швейцарскими альпинистами, однако им не удалось достигнуть вершины. С тех пор вершина не привлекала к себе особого внимания. Первое успешное восхождение на Дрохмо было совершено почти 50 лет спустя, 8 октября 1998 года британскими альпинистами Дагом Скоттом и Роджером Мэром. За четыре дня они смогли подняться на центральную вершину высотой 6855 метр по южному контрфорсу. Однако, основная вершина высотой 6881 метр, лежащая примерно в одном километре от центральной вершины, так и осталась непокорённой. 25 октября 2007 года словенские альпинисты смогли подняться на центральную вершину Дрохмо другим маршрутом, повторив успех Скотта и Мэра. Также во время их экспедиции было совершено первое восхождение на второстепенную вершину Дрохмо Восточная высотой 6695 метров.